# Северіно Андреолі
Северіно Андреолі (італ. Severino Andreoli, 8 січня 1941) — італійський велогонщик.
Срібний призер Олімпійських Ігор 1964 року в роздільній командній гонці.
Чемпіон світу з велоперегонів на шосе 1964 року в роздільній командній гонці.